# Schleicher ASW 17
Die  Schleicher ASW 17 ist ein von Gerhard Waibel konstruiertes Segelflugzeug des bundesdeutschen Herstellers Schleicher GmbH & Co. für den Leistungsflug in der Offenen Klasse.

## Geschichte
Die ASW 17 kann als Weiterentwicklung der ASW 12 angesehen werden. Jedoch sollte die ASW 17 für den Serienbau geeignet sein, während die ASW 12 (normalerweise mit 18,20 m Spannweite) nur als Einzelanfertigung mit individuellen kleinen Änderungen gebaut wurde. In vier Jahren wurden von der ASW 12 nur 15 Exemplare hergestellt, mit denen neben vielen Weltrekorden über 1000 km auch einige international besetzte Segelflugmeisterschaften gewonnen werden konnten.
Beim Serienbau der ASW 17 flossen auch die Erfahrungen mit dem GFK-Standardklassenflugzeug ASW 15 ein, von der zum Beispiel die Tubuskern-Bauweise für den Rumpf übernommen wurde.

## Konstruktion
Die ASW 17 ist ein als freitragender Schulterdecker konzipierter GFK-Hochleistungssegler. Der Doppeltrapezflügel ist vierteilig ausgeführt und besitzt ein integriertes Wölbklappen-Querruder-System über die ganze Spannweite mit sechs außenliegenden und verkleideten Anlenkungen. Die ASW 17 hat das gleiche Klappenprofil Wortmann FX-62-K-131 (mod.) wie ihr Urahn D-36 und ihr Vorgänger ASW 12. Die Flügelnase ist zur Aufnahme von 2 × 50 Liter Wasserballast ausgelegt.
Der Rumpf ist ein GFK-Tubuskern-Sandwich-Schalenrumpf. Zwei Schleppkupplungen befinden sich an der Rumpfunterseite. Die Cockpithaube ist einteilig und abnehmbar. Die Maschine besitzt ein einziehbares Einradfahrwerk und einen aerodynamisch geformten Schleifsporn.
Der auffallend spitz zulaufende Rumpf basiert auf Forschungsarbeiten des brasilianischen Mathematikers Francesco Galvao. Nach seiner Formel konnten aus zweidimensionalen NACA-Profilen dreidimensionale Profile berechnet werden. Ebenfalls sehr charakteristisch sind das letztmals bei einer Kunststoff-Konstruktion aus dem Hause Schleicher verwendete konventionelle Höhenleitwerk sowie das hohe und relativ stark geneigte Seitenleitwerk.

## Technische Daten
| Kenngröße              | Daten                                               |
| ---------------------- | --------------------------------------------------- |
| Besatzung              | 1                                                   |
| Länge                  | 7,55 m                                              |
| Spannweite             | 20 m                                                |
| Höhe                   | 1,86 m                                              |
| Flügelfläche           | 14,84 m²                                            |
| Flügelstreckung        | 27                                                  |
| Gleitzahl              | 48 bei 100 km/h                                     |
| Geringstes Sinken      | 0,50 m/s                                            |
| Nutzlast               | 115 kg                                              |
| Leermasse              | 395–405 kg                                          |
| Startmasse             | 570–610 kg                                          |
| Höchstgeschwindigkeit  | 240–250 km/h unabhängig von den Wetterverhältnissen |
| Mindestgeschwindigkeit | 68 km/h                                             |